# Nada Boškovska
Nada Boškovska Leimgruber (auch Nada Boškovska, mazedonisch Нада Бошковска; * 1959 in Bitola, Sozialistische Republik Mazedonien, Jugoslawien) ist eine Schweizer Historikerin sowie Professorin für Osteuropäische Geschichte an der Universität Zürich.

## Leben und Wirken
Boškovska absolvierte ein Studium der allgemeinen Geschichte und Slavistik an der Universität Zürich. 1984–85 vertiefte sie ihr Studium in Leningrad und Moskau. Im Jahr 1987 erhielt sie das Lizentiat mit der Arbeit Bäuerliche Widerstandsformen im Russland des 17. Jahrhunderts.
Von 1989 bis 1990 war Boškovska Gastwissenschaftlerin bei der Akademie der Wissenschaften der UdSSR und arbeitete an ihrer Dissertation Die Lebenswelt der russischen Frauen im 17. Jahrhundert. Ihr
Doktorat absolvierte sie 1996 an der Universität Zürich. Die Habilitation (Postdoktorandenqualifikation) zum Thema Jugoslawisch-Makedonien 1918–1941. Eine Randregion zwischen Repression und Integration folgte 2001.
Im Jahr 2003 erhielt Boškovska eine Förderprofessur des Schweizerischen Nationalfonds (SNF) am Institut für Geschichte der Universität Bern. Im selben Jahr wurde sie auf den Lehrstuhl für Osteuropäische Geschichte am Historischen Seminar der Universität Zürich berufen, den sie bis 2024 innehatte.
Boškovska spricht Deutsch, Makedonisch, Russisch, Serbisch/Kroatisch/Bosnisch, Englisch, Französisch.

## Schriften (Auswahl)
als Autorin
- Die russische Frau im 17. Jahrhundert. Böhlau, Köln 1998.
  - Mir russkoj ženščiny semnadcatogo stoletija. Aletejja, Sankt Petersburg 2014. ISBN 978-5-906705-06-8.
- Das jugoslawische Makedonien 1918–1941. Eine Randregion zwischen Repression und Integration. Wien 2009.
  - Yugoslavia and Macedonia before Tito. Between repression and integration. London : I.B. Tauris, 2017.
  - Vardarska Makedonija 1918–1941, Skopje 2019.

als Herausgeberin
- Mit Jeronim Perović: Manifestations of Nationalism: The Caucasus from Late Soviet Times to the Early 1990s, Themenheft Europe-Asia Studies, 70:6, 2018.
- mit Angelika Strobel und Daniel Ursprung: "Entwickelter Sozialismus" in Osteuropa: Arbeit, Konsum und Öffentlichkeit. Berlin 2016.
- mit Nataša Mišković und Harald Fischer-Tiné: The Non-Aligned Movement and the Cold War. Delhi – Bandung – Belgrade. London/New York: Routledge 2014.
- mit Anna Pia Maissen: Iwan E. Hugentobler: 6000 Kilometer durch den Balkan. Zürich 2006.
- mit Peter Collmer u. a.: Wege der Kommunikation in der Geschichte Osteuropas, Köln, Böhlau, 2002.
- Die Frühe Neuzeit in der Geschichtswissenschaft. Forschungstendenzen und Forschungserträge. Paderborn 1997. ISBN 978-3-506-71306-3
- Mit Carsten Goehrke u. a.: Zwischen Adria und Jenissei. Reisen in die Vergangenheit. Werner G. Zimmermann zum 70. Geburtstag. Zürich 1995.